# 阿納伊茨·阿爾比拉
阿納伊茨·阿爾比拉（西班牙語：Anaitz Arbilla；1987年5月15日—）是一位西班牙足球運動員。在場上的位置是右後衛。他現在效力於西甲球隊埃瓦爾。他在2013年2月10日首次在西甲賽事中出場。